# James Douglas Ogilby
James Douglas Ogilby, född 16 februari 1853, död 11 augusti 1925, var en australisk iktyolog och herpetolog.

## Biografi
Ogilby föddes i Belfast, Irland, och var son till zoologen William Ogilby och hans fru Adelaide, född Douglas. Han fick sin utbildning vid Winchester College, England och Trinity College, Dublin.
Han arbetade för British Museum innan han började arbeta för Australian Museum i Sydney. Han fick lämna detta arbete på grund av alkoholproblem, och försörjde sig en tid på olika tillfälliga arbeten innan han fick anställning vid Queensland Museum i Brisbane.
Han var medförfattare till ett stort antal vetenskapliga artiklar om reptiler, och han beskrev en tidigare okänd sköldpaddsart och flera nya arter av ödlor.
Ogilby avled den 11 augusti 1925 och begravdes på Toowong Cemetery.